# Haptor

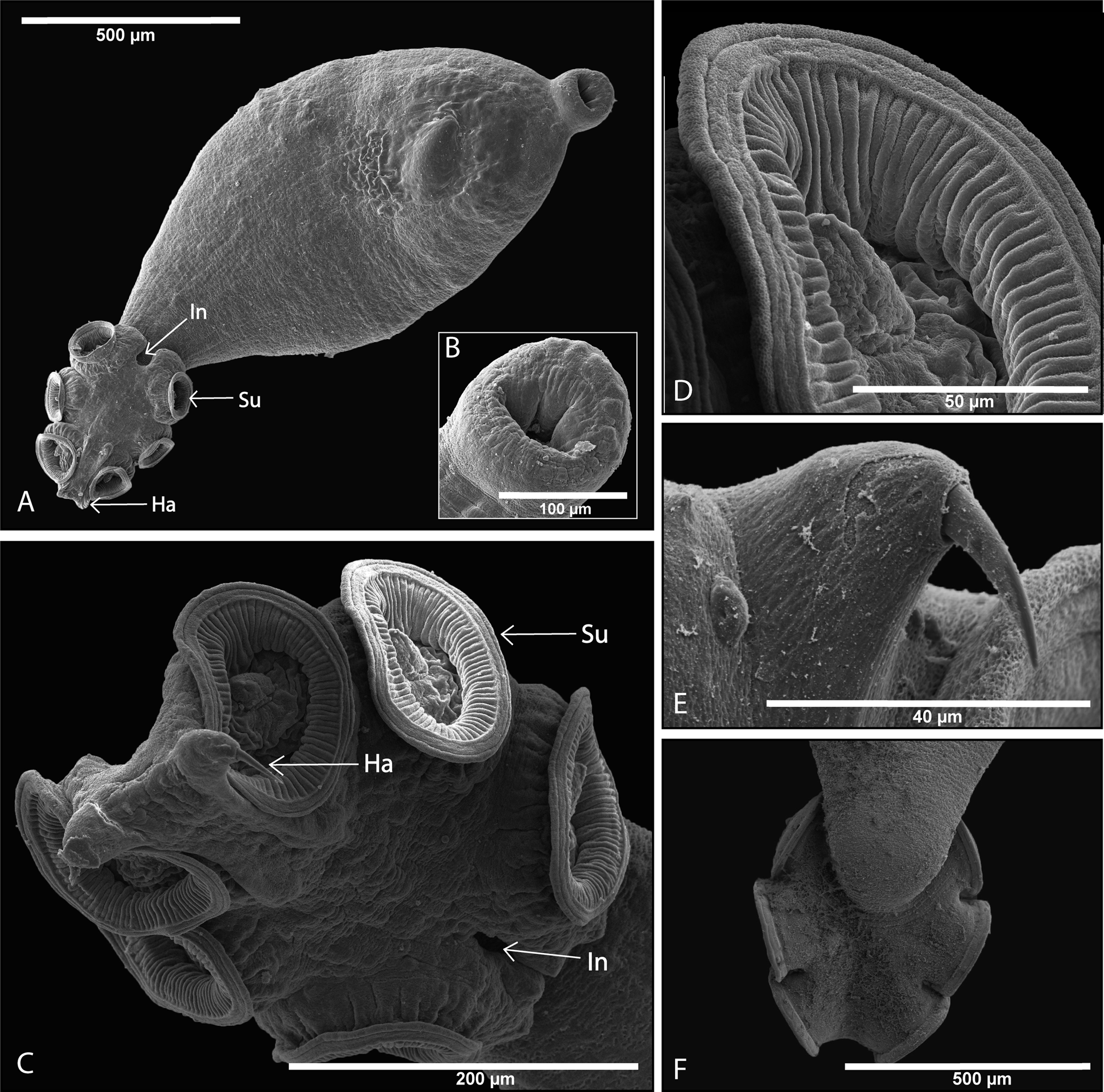
Imagine la microscopul electronic a Protopolystoma xenopodis, un

Siluetele corpurilor unor monogeneeni poliopistocotileeni. Haptorul e partea posterioară a corpului, în partea de jos a fiecărei siluete.

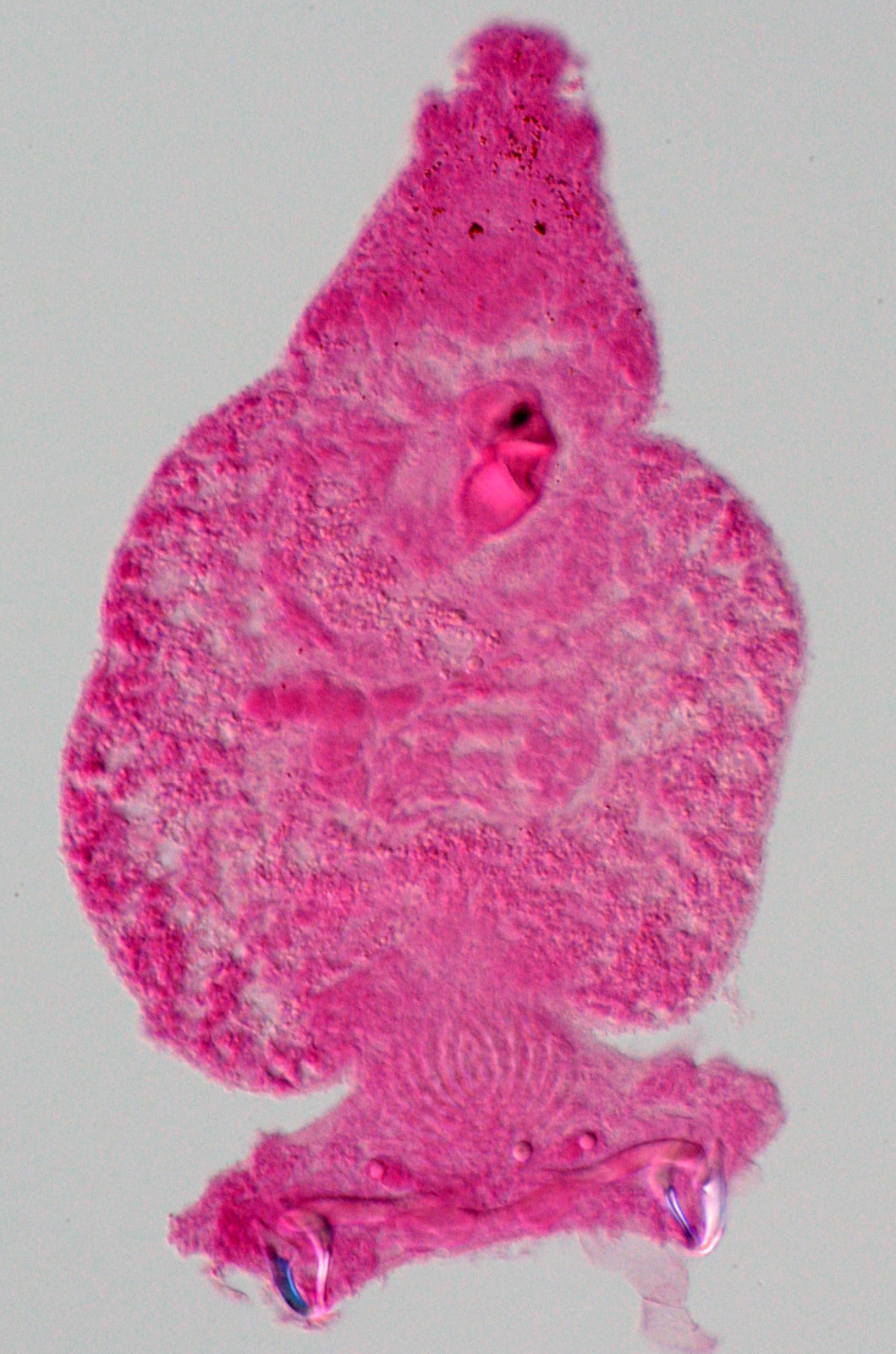
Corpul unui monogeneean monopistocotilean. Haptorul este dispus posterior (jos, după partea îngustată)

Haptorul este organul de atașare al monogeneenilor, o clasă de platelminți paraziți. Mai este numit și opistohaptor (opistho-: în spate) pentru a sublinia faptul că este dispus posterior și pentru a-l diferenția de prohaptor (pro-: în față), o structură glandulară la capătul anterior al corpului. Conform lui Yamaguti (1963), principalul organ adeziv al monogeneenilor, haptorul, este posterior, de formă generală discoidală, musculos, poate fi împărțit în alveole sau loculi, prezintă de obicei structuri de ancorare, are aproape întotdeauna cârlige larvale marginale, sau se găsește într-o formă redusă cu structuri de ancorare. Haptorul poate consta din ventuze simetrice sau asimetrice, atașate direct de bază sau cu o tulpină, și cleme cu sau fără sclerit de susținere; organe accesorii de susținere pot fi prezente sub formă de platoșe, cute sau anexe.
Structura haptorului este diferită între cele două subclase ale clasei Monogenea, Monopisthocotylea și Polyopisthocotylea, și reprezintă o parte importantă a diferențierii între ele.
- La Monopisthocotylea, haptorul constă dintr-o singură unitate de atașare simetrică, și nu prezintă niciodată cleme.[4] La familia Diplectanidae, haptorul prezintă structuri speciale, ventrale sau dorsale, numite squamodiscuri sau lamelodiscuri.
- La Polyopisthocotylea, haptorul prezintă câteva cleme și ventuze, și e deseori asimetric.[5]